# USS Carney (DDG-64)

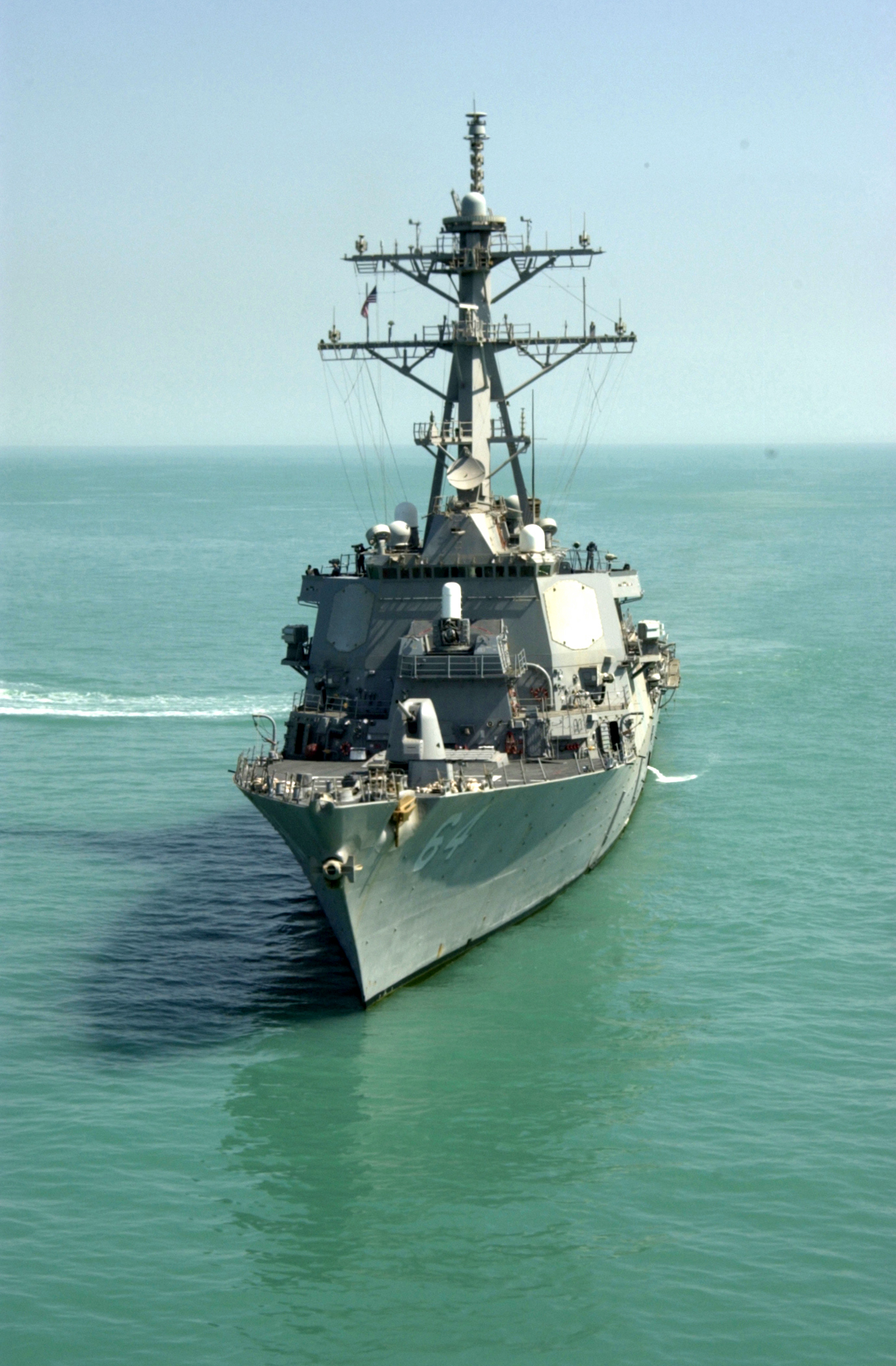
O Carney navegando pela costa da Flórida em 2002.

O USS Carney é um destroyer da classe Arleigh Burke pertencente a Marinha de Guerra dos Estados Unidos.
Na ativa desde 1997, o USS Carney foi inicialmente deslocado para o Mar Mediterrâneo como parte do grupo de batalha do porta-aviões USS George Washington. Em 2002 fez sua primeira viagem para o Golfo Pérsico onde tomou parte da Operação Liberdade Duradoura. Depois de vários realocamentos que o levou de Porto Rico até Barbados, o Carney retornou ao Oriente Médio em 2007 como parte do grupo de batalha do USS Harry S. Truman até retornar ao seu porto de origem na Flórida em 2008.
Em 2009 o navio passou por um processo de atualização de seus sistemas. Em 2011, o Carney interrompeu quatro tentativas de pirataria e desarmou e capturou 30 supostos piratas, em apoio à Operação Escudo Oceânico no Golfo de Adem. Em 2016, fez parte da Operação Odisseia Relâmpago, contra o Estado Islâmico na Líbia.
Ao final de 2023, o USS Carney tomou parte de várias ações no Mar Vermelho, protegendo a si mesmo e outros navios de ataques de drones, foguetes e mísseis disparados por rebeldes Houthi (apoiados pelo Irã).